# Kaple svatého Jana Nepomuckého (Blízkov)
Kaple svatého Jana Nepomuckého je drobná sakrální stavba v obci Blízkov v okrese Žďár nad Sázavou. Nachází se na území Římskokatolické farnosti Měřín. Kaple je chráněna jako kulturní památka České republiky.

## Historie
Kaple byla postavena v pozdně barokním tvarosloví zřejmě v roce 1762 a zasvěcena v té době velmi populárnímu světci, Janu Nepomuckému. Až do výstavby moderní kaple svatého Václava na přelomu 80. a 90. let 20. století se jednalo o jedinou sakrální stavbu v obci. 

## Architektonická podoba
Kaple je drobná věžovitá stavba typu zvoničky. Základna má čtvercový půdorys, vnější stěny kaple se mírně zužují směrem nahoru. Nad středem střechy je oválná nástavba, určená pro zavěšení malého zvonu, kterou završuje cibulovité zastřešení.